# Rafael Larraín
Monseñor Rafael Larraín Errázuriz, (Santiago de Chile, 16 de febrero de 1915-3 de noviembre de 1975). Gran precursor de la educación campesina en Chile, fundando el Instituto de Educación Rural. Ordenado sacerdote el 2 de octubre de 1937 y organiza el movimiento de Juventud Obrera Católica.

## Primeros años de vida
Fue hijo de Hernán Larraín Cotapos y de Josefina Errázuriz Quesney, fue el segundo hijo entre seis hermanos, su hermano Joaquín sería religioso como Él. Perteneciendo por el lado paterno a una familia de agricultores, desde niño conoció y asimiló el ambiente del campo chileno.
A los 15 años egresó del colegio San Ignacio. Fue ordenado sacerdote el 2 de octubre de 1937.
Al fallecer es enterrado en Santa Ana, sector de Talagante.

## Obras literarias
- El infinito es tuyo: Reflexiones de Mons. Manuel Larraín E. y Instituto Eclesiástico AMAC. Editorial: Ediciones Unicornio. País: Chile. Año: 2005. Género: Reflexiones.